# تلفزيون السلام
تلفزيون السلام، أول قناة تلفزيونية في دولة فلسطين، وهي قناة تلفزيونية محلية تأسست في مدينة طولكرم بالضفة الغربية عام 1991 كأول تلفزيون في فلسطين، وَتبث القناة للعالم عبر البَث المُباشر على الإنترنت.

## النشأة
تأسس تلفزيون السلام في مدينة طولكرم عام 1991، حيث يقع مقر التلفزيون في المدينة. يعد تلفزيون السلام أول قناة تلفزيونية في فلسطين، وحصل على ترخيص من وزارة الإعلام الفلسطينية وعلى الدرجة الأولى في الإحصاء الفلسطيني على مستوى الوطن في العام 1997.
يصل بث تلفزيون السلام كافة مناطق محافظة طولكرم، إضافة إلى مناطق الـ48 المجاورة، وأجزاء من محافظات شمال الضفة الغربية.

## روابط خارجية
- على يوتيوب: تلفزيون السلام أول تلفزيون في فلسطين.
- الموقع الرسمي لتلفزيون السلام.